# 馬斯爾山
72°29′S 163°21′E / 72.483°S 163.350°E
馬斯爾山（英語：Mount Massell），是南極洲的山峰，位於維多利亞地的彭內爾海岸，屬於弗賴貝格山脈的一部分，海拔高度1,880米，美國地質調查局根據測量和美國海軍拍攝的空中照片繪入地圖，現時由南極條約體系管理。